# Télévision suisse romande
La Télévision suisse romande va ser la televisió pública suïssa per a la Suïssa romanda, la part de parla francesa del país. Emetia íntegrament en francès. La seva seu estava a Ginebra i, a més, disposava de redaccions regionals a Lausana, Sion, Moutier, Friburg i Neuchâtel. Pertanyia al grup audiovisual públic suís SRG SSR, la seu del qual està a Berna. En 2012 es va fusionar amb Radio Suisse Romande, per crear Radio Télévision Suisse.

## Canales
La Télévision suisse romande estava formada per diversos canals: 
- TSR 1 (actual, RTS 1): cadena generalista que transmetia informació, programes d'actualitat, sèries, pel·lícules i algun esdeveniment esportiu important. Es rebia arreu del país i era la cadena amb més audiència de la Suïssa romanda, per davant de la cadena francesa TF1.
- TSR 2 (actual, RTS 2): cadena la programació de la qual es componia de reposicions de programes de TSR 1, algunes sèries, pel·lícules, programes per a joves, programes culturals i, sobretot, moltes transmissions esportives. Va entrar a l'aire l'1 de setembre de 1997 amb la presentació especial del personatge teatral suís Marie-Thérèse Porchet interpretat per Joseph Gorgoni.
- TSRinfo: cadena d'informació contínua que s'emetia a través de internet.

## Difusió
La cadena TSR 1 es rebia en tot el país. D'altra banda, TSR 2 es rebia per TDT únicament en la Suïssa romanda (francòfona) però podia ser captada en les altres zones lingüístiques a través dels operadors de cable. Es podia rebre a través del satèl·lit Eutelsat-Hot Bird (targeta SatAccess necessària per a descodificar el senyal però només era proporcionada a les persones domiciliades en Suïssa i als ciutadans suïssos que residien a l'estranger). També es rebia en algunes zones de França que són limítrofes amb Suïssa. A més alguns programes de la TSR s'emetien en TV5 Monde.
La Télévision suisse romande tienía com a principals competidores a les cadenes franceses (TF1, France 2, France 3, M6). Malgrat aquesta gran competència, era la cadena amb més audiència de la Romandia, amb un 30% de quota de pantalla.

## Directors
- Frank Tappolet: 1954-1958.
- René Schenker: 1958-1973.
- Alexandre Burger: 1973-1982.
- Jean Dumur: 1982-1986.
- Guillaume Chenevièvre: 1986-2001.
- Gilles Marchand: 2001 - 2010